# Evropska kolonizacija Amerike
Evropska kolonizacija Severne in Južne Amerike se je začela že v 10. stoletju, ko so vikingški pomorščaki raziskovali in tudi naseljevali določena območja ob obalah Labradorja in Kanade. 
Obsežnejša Evropska kolonizacija se je začela leta 1492, ko je španska ekspedicija pod poveljstvom Krištofa Kolumba plula proti zahodu z željo, da bi odkrili novo plovno pot do Indije, a so namesto tega odkrili Ameriko. Temu je sledila Evropska kolonizacija, raziskovanje novih kontinentov ter genocid. V prvih dveh potovanjih, med letoma 1492 in 1493 je Kolumb dosegel Bahame in številne Karibske otoke, kot so Hispanjola, Puerto Rico in Kuba. Leta 1497 je iz Bristola, Anglija, proti novemu svetu odplul John Cabot, ki je pristal na obalah Severne Amerike, leto kasneje pa je Kolumb, v tretjem potovanju dosegel obale Južne Amerike. Španija je kot patron (sponzor) Kolumbu prva začela kolonizirati in ustanavljati mesta od Severne Amerike, Karibov do obal najjužnejših delov Južne Amerike. Španci so začeli ustanavljati mesta relativno hitro po odkritju. Santo Domingo v Dominikanski Republiki je bil ustanovljen že leta 1496, San Juan v Puerto Ricu leta 1508, Veracruz v Mehiki in Panama pa leta 1519. Mesto St. Augustine na Floridi, so leta 1565 ustanovili Španci in je danes najstarejše naseljeno Evropsko mesto v ZDA.
Druge države osvajalke so tudi ustvarjale kolonije v Amerikah. Francija je kolonizirala vzhodno Severno Ameriko, številne Karibske otoke in manjša obalna območja v Južni Ameriki. Portugalska je kolonizirala Brazilijo. To je bil začetek ogromne teritorialne razširitve nekaterih Evropskih držav.
Evropa si je v tem času komajda opomogla po drastičnem upadu prebivalstva zaradi bubonske kuge, v njej pa so še vedno odvijale notranje vojne, zatorej se niti ni zavedala kako hitro raste njeno bogastvo in moč, saj je bilo kaj takšnega na začetku stoletja nepredstavljivo.
Sčasoma je celotna Vzhodna hemisfera spadala pod evropsko vladavino, kar je imelo velik vpliv na spremembe, ki so se zgodile v sami pokrajini, prebivalstvu ter flori in favni. V 19. stoletju se je več kot 50 milijonov Evropejcev preselilo v Ameriko. Obdobje po letu 1492 je znano kot Kolumbijsko obdobje izmenjave dobrin, kajti po Kolumbovem odkritju so se med Ameriko in Afro-evrazijsko hemisfero začele izmenjave živali, rastlin, kulture, prebivalstva (tudi sužnjev), nalezljivih bolezni in idej.